# Alfred H. Clifford
Pour les articles homonymes, voir Clifford.
Alfred Hoblitzelle Clifford, né le 11 juillet 1908 à Saint-Louis, dans le Missouri et mort le 27 décembre 1992, est un mathématicien américain, connu pour la théorie de Clifford (en) et pour ses travaux sur les demi-groupes. On lui doit, avec Gordon Preston la première monographie en langue anglaise sur la théorie des demi-groupes.

## Vie et œuvre
Il commence ses études supérieures à l'université Yale où il obtient en 1929 un diplôme en mathématiques; il interrompt ses études pour la composition musicale, puis les reprend au California Institute of Technology où il débute des recherches sous la direction d'Eric Temple Bell et Morgan Ward (en). Il soutient une thèse en 1933, à la frontière entre l'algèbre et la théorie des nombres. Après sa thèse, Clifford devient membre de l'Institute for Advanced Study à Princeton. Il y reste pendant cinq et, de 1936 à 1938, est assistant de Hermann Weyl.
En 1938, il est embauché comme enseignant en mathématiques au Massachusetts Institute of Technology, et promu professeur adjoint en 1941. C'est à cette époque qu'il écrit ses premiers articles sur les demi-groupes. Il est incorporé en 1942. Au retour de la guerre, il est professeur associé à l'université Johns-Hopkins, puis retourne à l'armée pour la guerre de Corée. En 1950, influencé par l'article de Green sur les relations de Green, il oriente sa recherche dans cette direction.
En 1955, Clifford quitte Johns Hopkins et vient à la Nouvelle Orléans, comme Directeur du département de mathématiques du Collège Sophie Newcomb (en) de l'université Tulane, où il reste jusqu'à la fin de sa carrière universitaire. En 1956-58, Gordon Preston est à Tulane comme invité, et c'est là qu'ils commencent la rédaction de leur fameuse monographie. Après sa retraite, il retourne en Californie, où il meurt en décembre 1992.

## Livres
- (en) Alfred H. Clifford et Gordon B. Preston, The algebraic theory of semigroups, vol. I, Providence, R.I., American Mathematical Society, coll. « Mathematical Surveys » (no 7), 1961, xv+224 (ISBN 978-0-8218-0272-4, MR 0132791, lire en ligne)
- (en) Alfred H. Clifford et Gordon B. Preston, The algebraic theory of semigroups, vol. II, Providence, R.I., American Mathematical Society, coll. « Mathematical Surveys » (no 7), 1967, xv+350 (MR 0218472)

## Honneurs
- Docteur honoris causa es sciences de l'université Tulane en 1982

## Hommages
- La bibliothèque de recherche en mathématique de l'université Tulane, située  dans l'État de la Louisiane porte son nom.

## Source
- (en) Cet article est partiellement ou en totalité issu de l’article de Wikipédia en anglais intitulé « Alfred H. Clifford » (voir la liste des auteurs).